# Paseo

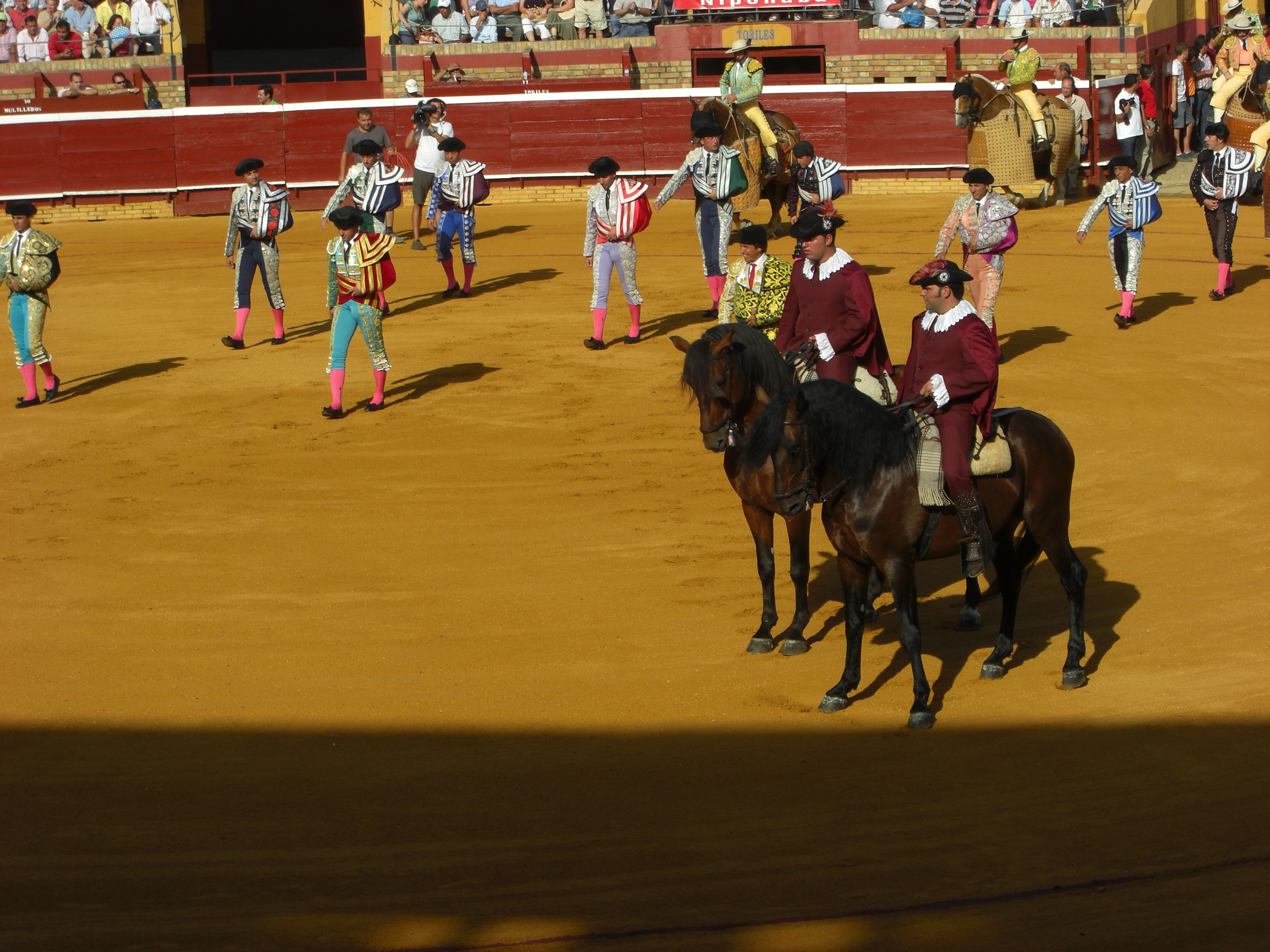
Paseo aux arènes de Huelva

Dans le monde de la tauromachie, on désigne par paseo (espagnol pour promenade) ou paseíllo le défilé mené par les alguaciles des matadors, de leur cuadrilla et de l'arrastre, en ouverture d'une corrida ou novillada.

## Présentation
À l’heure prévue, le président présente un mouchoir blanc. Au son d’un paso doble, le cortège se met en marche depuis le patio des cuadrillas, jusqu'au palco de la présidence. Il est précédé par les alguazils (ou alguacilillos). Puis viennent au premier rang les trois matadors, classés par ordre d’ancienneté : à gauche (dans le sens de la marche) le plus ancien (le chef de lidia), à droite le deuxième d’ancienneté, au milieu le moins ancien. Si un torero se présente pour la première fois dans la « plaza », il avance tête nue, sinon il est coiffé du chapeau traditionnel, la « montera ». Derrière suivent les peones puis les picadors, également classés selon l’ancienneté.
Viennent ensuite les monosabios, assistants des picadors, puis les areneros, employés des arènes qui ont pour fonction de remettre en état la piste entre chaque taureau.
Le cortège se termine par le train d’arrastre, attelage de mules mené par les mulilleros, chargé de traîner la dépouille du taureau hors de l’arène.

Ce protocole est resté inchangé depuis ses origines, comme le prouve un texte de 1854 cité par Robert Bérard : 

« Quand l'heure du combat a sonné, un alguazil à cheval, chapeau à plumes sur la tête, revêtu d'un costume noir du Moyen Âge, entre dans le cirque et s'avance devant l'autorité [...]. Il demande la permission d'introduire la cuadrilla. La permission accordée, l'alguazil disparaît un moment et revient en tête du cortège des toreros qu'il conduit devant la loge présidentielle. La cuadilla salue à son tour et chacun des membres va occuper dans l'arène le poste qui lui est assigné par l'espada suivant sa fonction respective. L'alguazil se présente à nouveau devant l'autorité, se découvre et sollicite l'autorisation d'ouvrir le combat. Il demande la clef du toril où se trouvent les taureaux. La clef est attachée à un grand nœud de ruban. Lorsque le président la lui jette, il doit la recueillir avant qu'elle ne tombe à terre. Il la donne ensuite à un gardon de service ou à un chulo qui va ouvrir le toril. »

Après le salut à la présidence, les toreros à pied donnent leur cape de paseo aux valets d'épée qui les confient à des spectateurs du premier rang. Puis les picadors quittent l'arène et vont au patio de caballos pendant que l'alguazil récupère la clef du toril.
Au Portugal où les spectacles comportent des cavaliers en place, le paseo est remplacé par la cérémonie dite des « cortesias » (échange de courtoisie). Les toreros se présentent à pied au centre de l'arène et se rangent en une seule ligne pour saluer les rejoneadors à la descente des carrosses dans lesquels ils font leur entrée.
Le paseo est un des moments les plus photogéniques de la corrida.

Paseo
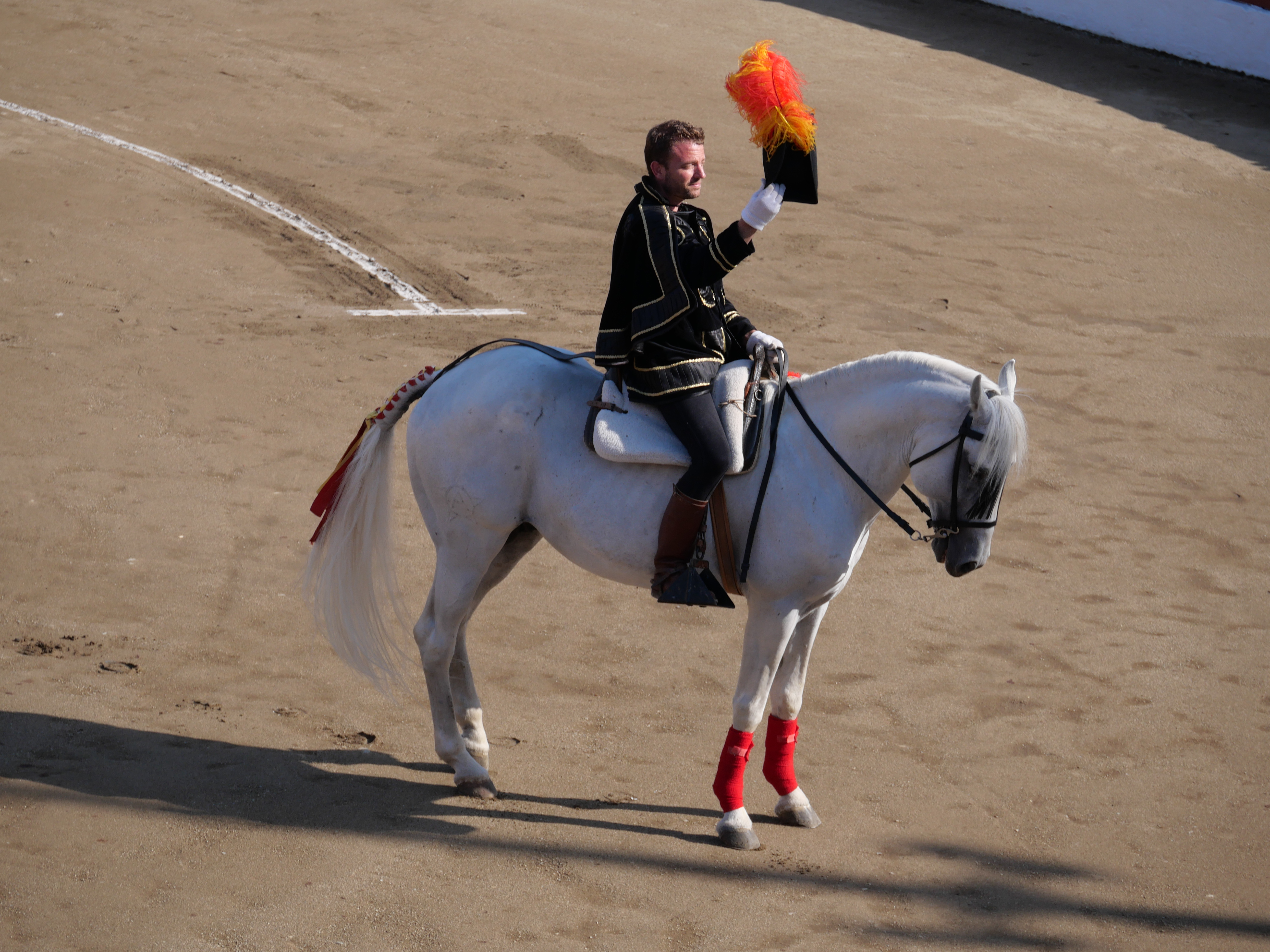
L'alguazil.
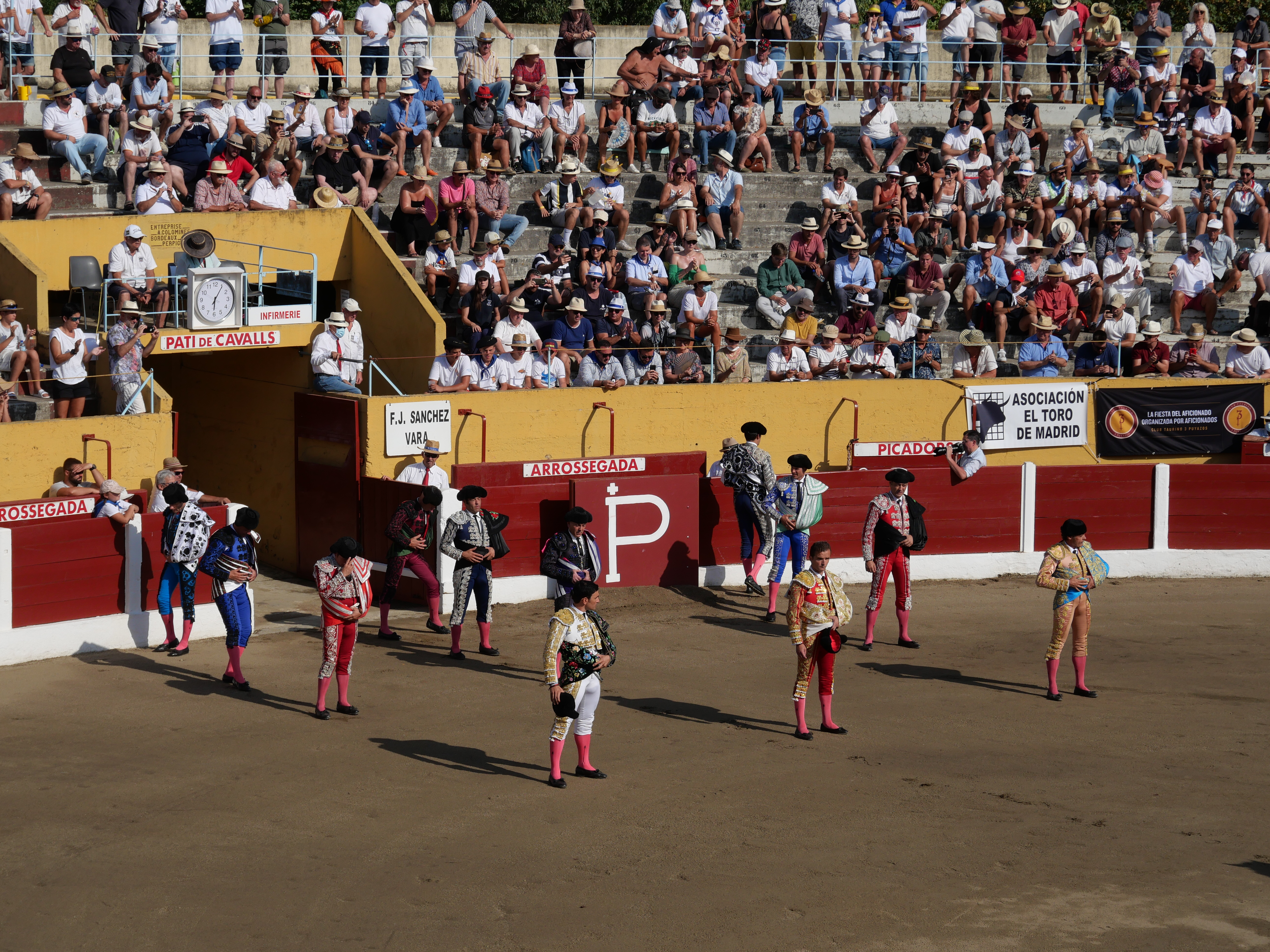
Les matadors et les péones.
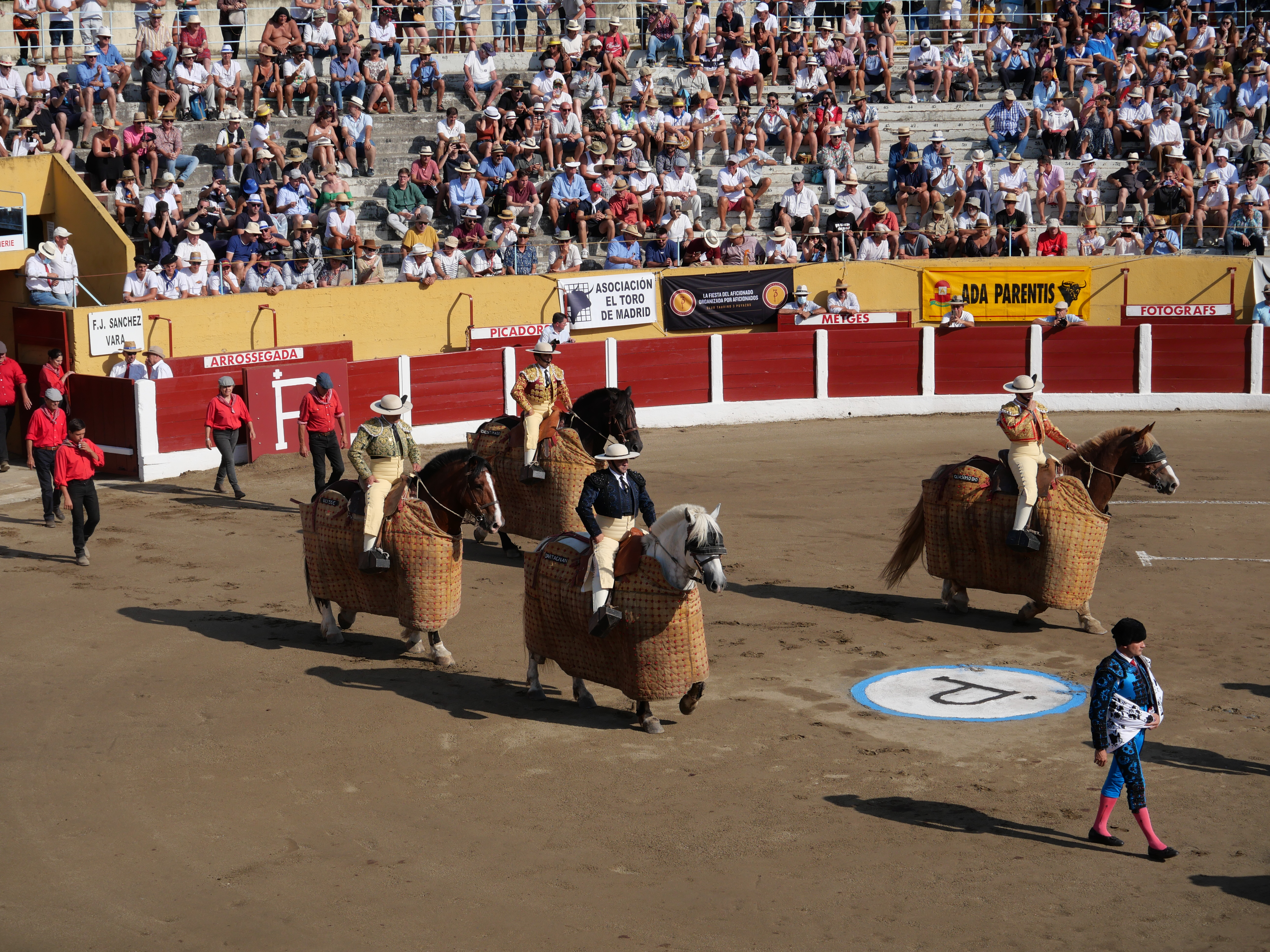
Les picadors.
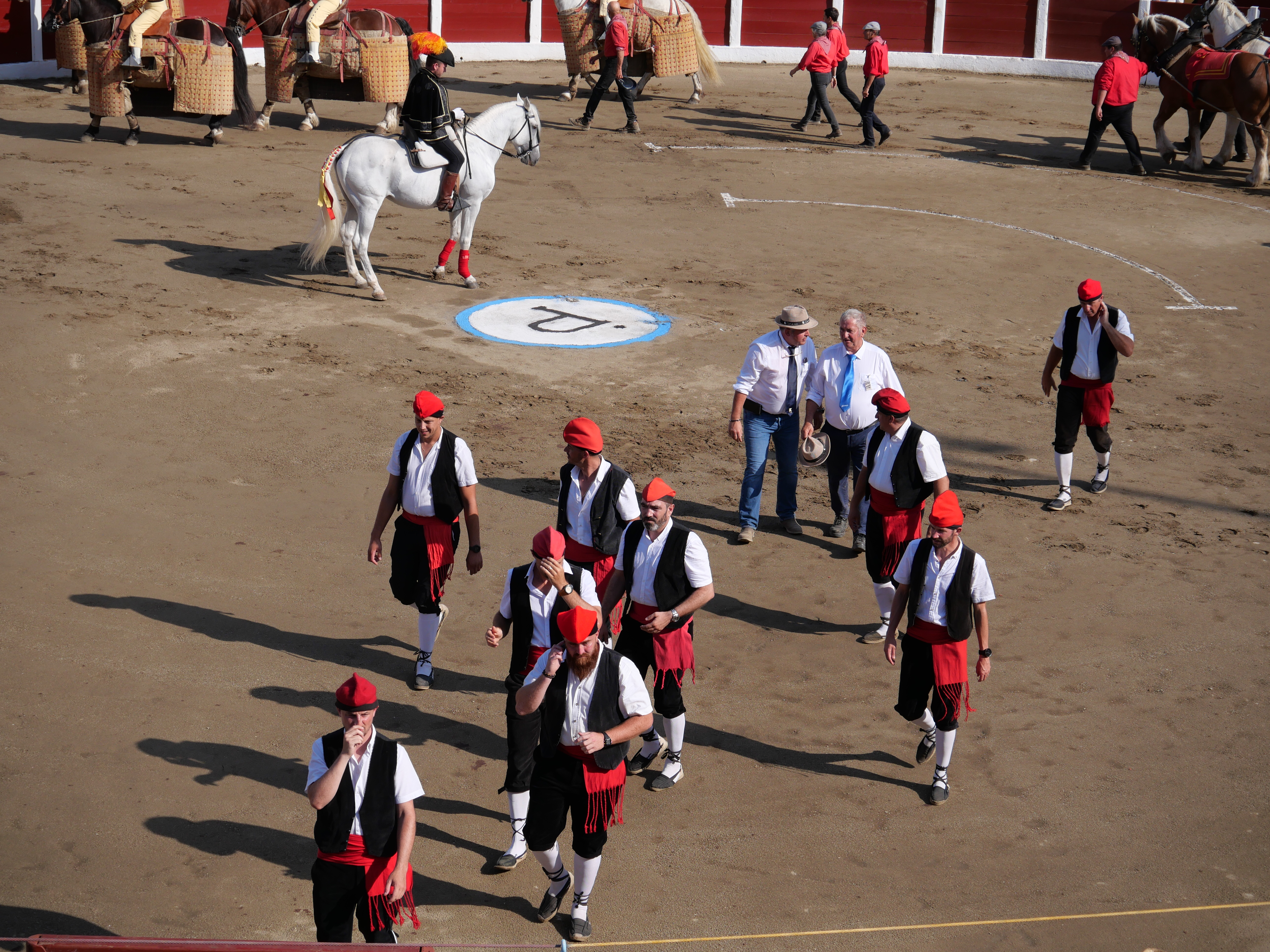
Les areneros.
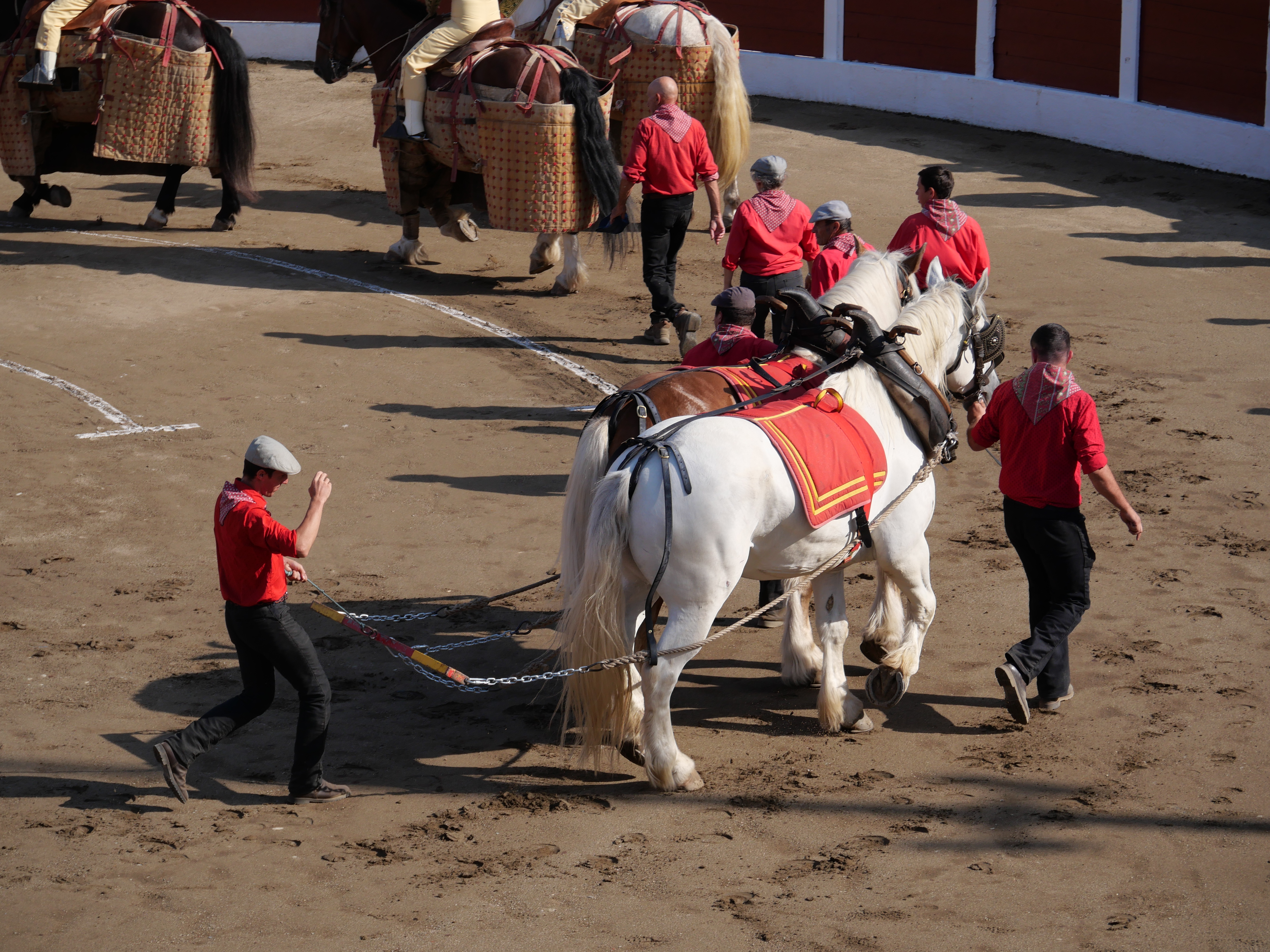
Les mulilleros.